# Christa Gail Pike
Christa Gail Pike (r. 10 ožujka 1976-), jedna od najmlađih žena u SAD-u osuđenih na smrt. Rodila se u Zapadnoj Virginiji 1976. Ubojstvo za koje se tereti počinila je 12. siječnja 1995. za što je 1996. osuđena na smrtnu kaznu elektokucijom koju čeka u američkoj državi Tennessee.
Žrtva Christe Gail Pike bila je devetnaestgodišnja djevojka Colleen Slemmer u Knoxvilleu. Christe je danas jedina žena Tennesseju osuđena na smrt. Zatvorena je u zatvoru za žene u Nashvilleu (Tennessee Prison for Women ili TPFW).
Posljednje smaknuće žene u toj državi bilo je davne 1837. godine.

## Vanjske poveznice
- Killer Christa Gail Pike asks fed court to block her execution